# Догали (бронепалубен крайцер, 1885)
Догали (на италиански: Dogali) е бронепалубен крайцер на Кралските военноморски сили на Италия от края на 19 век. Построен в единствен екземпляр. Поръчан е на британската фирма „Армстронг“ за гръцкия флот под името „Саламис“, през 1887 г. е купен от Италия. В италианския флот е класифициран като „таранно-торпеден кораб“ (на италиански: Ariete-torpediniere). 1908 г. е продаден на Уругвай и служи в уругвайския флот под името „Монтевидео“.

## Проектиране и строеж
Поръчан е от гръцкото правителство на Харилаос Трикупис на 12 февруари 1884 г., в условията на изострянето на гръцко-турските противоречия, заложен е през следващата година. Първоначално получава името „Salamis“ („на гръцки: Σαλαμίς“, а според други данни „Salaminia“). Обаче Гърция изпитва трудности с финансирането на строителството, и през 1886 г. новото правителство на Теодорос Делиянис отменя поръчката. През юли 1886 г. е сключен нов договор за него с флота на Османската империя, но той, през същата година, е анулиран.
От това се възползва италианския флот, който и купува кораба през януари 1887 г. за 156 хил. фунта. На 16 февруари 1887 г. корабът е наречен „Анджело Емо“ (на италиански: Angelo Emo) в чест на венецианския адмирал от XVIII век. След преминаването му Италия и малко преди до официалното му влизане в строя на флота името е променено на „Догали“, в чест на битката при Догали (на италиански: Battaglia di Dogali) (довъоръжен е с 75-мм десантно оръдие). Числеността на екипажа постепенно достига 247 души.

## История на службата
През по-голямата част от своята кариера в италианския флот „Догали“ е учебен кораб, който участва в далечни плавания за тренировка на кадетите. През 1890 г. заедно с броненосеца „Лепенто“, крайцера „Пиемонте“ и няколко миноносеца взема участие в ежегодните маневри на флота в състава на Първи дивизион на италианските ВМС. През 1893 г. заедно с крайцерите „Етна“ и „Джовани Бозан“ представлява Италия на Всетовното изложение през 1893 г.. В следващата година „Догали“ и „Джовани Бозан“ се насочват към Рио де Жанейро, където по то време тече въстание във военноморския флот, и крайцери от Великобритания, Франция, Германия, Испания, Италия и Аржентина защитават интересите на своите страни в региона. На 1 февруари 1897 г. „Догали“ заедно с крайцерите „Марко Поло“, „Умбрия“ и „Лигурия“ сформират Дивизионът на крайцерите в италианския флот. През 1902 г. влиза в състава на италианските сили, действщи при бреговете на Латинска Америка по време на Венецуелската криза от 1902 – 1903 г. През 1906 г. корабът преминава ремонт в САЩ. През 1907 г. посещава чилийския град Капитан Пастене, основан от италиански емигранти.
В края на краищата правителството на Италия решава да продаде стария кораб. Отначало предложение е направено на Перу, обаче сделката е провалена. На 16 януари 1908 г. е продаден на Уругвай и е тържествено предаден на новия собственик на рейда на Монтевидео. В уругвайския флот крайцерът получава името „25 de Agosto“, в чест на Деня на Независимостта на Уругвай, ставайки най-големият кораб във военноморския флот на Уругвай. През 1910 г. е преименуван на „Montevideo“ (според някои данни, старите торпедни апарати към това време са заменени с 457-мм).
След 1910 г. корабът рядко напуска порта, тъй като в състава на флота влиза по-съвременната канонерска лодка „Уругвай“, построена в Германия. През 1914 г. е разоръжен и започва да се използва в качеството на стационарен учебен кораб. След 1917 г. отново влиза в бойния състав на флота, обаче след края на Първата световна война е отписан. От състава на флота е изключен едва през 1931 г., и на следващата година е предаден за скрап.